# Daniel Laryéa
Daniel Laryea, né le 11 septembre 1987, est un arbitre de football ghanéen. Il figure sur la liste des arbitres de la FIFA en tant qu'arbitre depuis 2014 et est le seul de son pays à être arbitre vidéo depuis 2023.

## Carrière

### Équipes de clubs
Les premiers matchs connus de Laryea en Premier League ghanéenne datent de la saison 2014/15. À partir d'avril 2017, il fait ses premières apparitions en Coupe de la Confédération de la CAF. Lors d'un match du premier tour de la saison 2018/19 de la Ligue des Champions de la CAF, il dispute son premier match en tant qu'arbitre principal dans cette compétition.

### Équipes nationales
Après avoir été ajouté à la liste de la FIFA, son premier match international senior connu était un match amical entre le Nigeria et le Niger le 8 septembre 2015  Il dirige également un match de la Coupe d'Afrique U-17 2017. Un an plus tard, il a réussi deux autres matchs au Championnat d'Afrique des Nations 2018.
Au cours des années suivantes, il arbitre les matchs de qualification pour la Coupe du monde africaine. Il est responsable d'un match du Championnat d'Afrique des Nations 2021. En 2022, il est nommé pour la première fois dans l’équipe de la Coupe d’Afrique. Lors de la Coupe d'Afrique des Nations 2022, il arbitre le match de groupe entre la Guinée et le Malawi.
Lors de la Coupe du Monde U-17 en 2023, il est actif comme arbitre vidéo lors de trois matchs.